# Wärmestromdichte
Die Wärmestromdichte {\displaystyle {\dot {q}}}, auch {\displaystyle q} genannt, ist eine physikalische Größe zur quantitativen Beschreibung von Wärmeübertragungsvorgängen. Sie ist eine Leistungsdichte.

## (Flächenbezogene) Wärmestromdichte
Die Wärmestromdichte ist definiert als die Änderung {\displaystyle Q} der thermischen Energie über die Grenzen eines homogenen Systems hinweg, bezogen auf einen bestimmten Querschnitt und ein bestimmtes Zeitintervall. Man kann daher auch analog vom Wärmestrom {\displaystyle {\dot {Q}}} pro Fläche {\displaystyle A} sprechen:
{\displaystyle {\dot {q}}={\frac {Q}{A\cdot \Delta t}}={\frac {\dot {Q}}{A}}}
Sie beschreibt also die übertragene Wärme je Übertragungsfläche und Zeitintervall bzw. die thermische Leistung je Fläche.
Die SI-Einheit der Wärmestromdichte ist W/m2 (Watt pro Quadratmeter).
Häufig wird die Wärmestromdichte auch als Vektor benutzt. Die Richtung des Vektors gibt die Richtung des Wärmestromes an. Damit lassen sich auch Fälle erfassen, in denen der Wärmestrom nicht notwendig senkrecht durch eine Fläche geht.

## Volumetrische Wärmestromdichte
Zur Berechnung mancher Probleme wird die volumetrische Wärmestromdichte {\displaystyle {\dot {q}}_{V}} verwandt. Sie beschreibt den Wärmestrom {\displaystyle {\dot {Q}}} pro Volumen {\displaystyle V}:
{\displaystyle {\dot {q}}_{V}={\frac {Q}{V\cdot \Delta t}}={\frac {\dot {Q}}{V}}}
Die SI-Einheit der volumetrischen Wärmestromdichte ist W/m3 (Watt pro Kubikmeter).

## Zusammenhang
Der Zusammenhang zwischen volumetrischer und flächenbezogener Wärmestromdichte erfolgt über den Wärmeleitweg {\displaystyle l={\frac {V}{A}}:}
{\displaystyle \Rightarrow {\dot {q}}=l\cdot {\dot {q}}_{V}.}

## Wärmestromdichte der Erde
Die Wärmestromdichte in den Geowissenschaften beschreibt den Transport von Wärme vom Inneren zur Oberfläche eines planetaren Körpers (Erde, Mond, Mars etc.). Quellen der Wärme im Erdinneren sind die Restwärme des Erdkerns sowie die radiogene Wärmeproduktion der Gesteine, hauptsächlich in den oberen 20 bis 40 km der Erdkruste. Die radiogene Wärmeproduktion ist das Ergebnis von Zerfallsprozessen in Gesteinen und wird hauptsächlich durch die Konzentration der Elemente Thorium, Uran und Kalium gesteuert. Allgemein formuliert ist die Wärmestromdichte höher, je stärker die Kruste mit Gesteinen hoher radiogener Wärmeproduktion angereichert ist oder je dünner die Erdkruste ist. Die Wärmeproduktion in Unterkruste und Mantel ist eher gering; die Wärmestromdichte ozeanisch eher höher als kontinental.
Die Wärmestromdichte kann berechnet werden aus dem Produkt der Gesteinswärmeleitfähigkeit und des Temperaturgradientens eines Intervalls. Die zuverlässigsten Werte werden in Bohrlöchern mit an Bohrkernen gemessenen Eigenschaften und im Bohrloch registrierten, im thermischen Gleichgewicht befindlichen kontinuierlichen Bohrlochtemperaturmessungen gewonnen. Der von jeglichen lokalen Prozessen, wie Klima, advektiver Wärmetransport, Grundwasserströmung, Topographie, geologische Struktur etc., unbeeinflusste Wärmestrom an der Erdoberfläche wird als terrestrische Wärmestromdichte bezeichnet und wird für die Interpretation geodynamischer Prozesse sowie der Betrachtung von Lithosphären-Astenosphären-Grenze benötigt.
Globale Wärmestromwerte werden durch die Internationale Wärmestromkommission (IHFC) gesammelt und zur Verfügung gestellt.